# Gunhild Hoffmeister
Gunhild Hoffmeister, nemška atletinja, * 6. julij 1944, Forst, Nemčija.
Nastopila je na poletnih olimpijskih igrah v letih 1972 in 1976, osvojila je dve srebrni medalji v teku na 1500 m in eno bronasto v teku na 800 m. Na evropskih prvenstvih je osvojila naslov prvakinje v teku na 1500 m leta 1974 ter podprvakinje v tekih na 800 m in 1500 m, na evropskih dvoranskih prvenstvih pa naslov prvakinje leta 1972 in bronasto medaljo v teku na 800 m. 